# Région de la Rivière-de-la-Paix

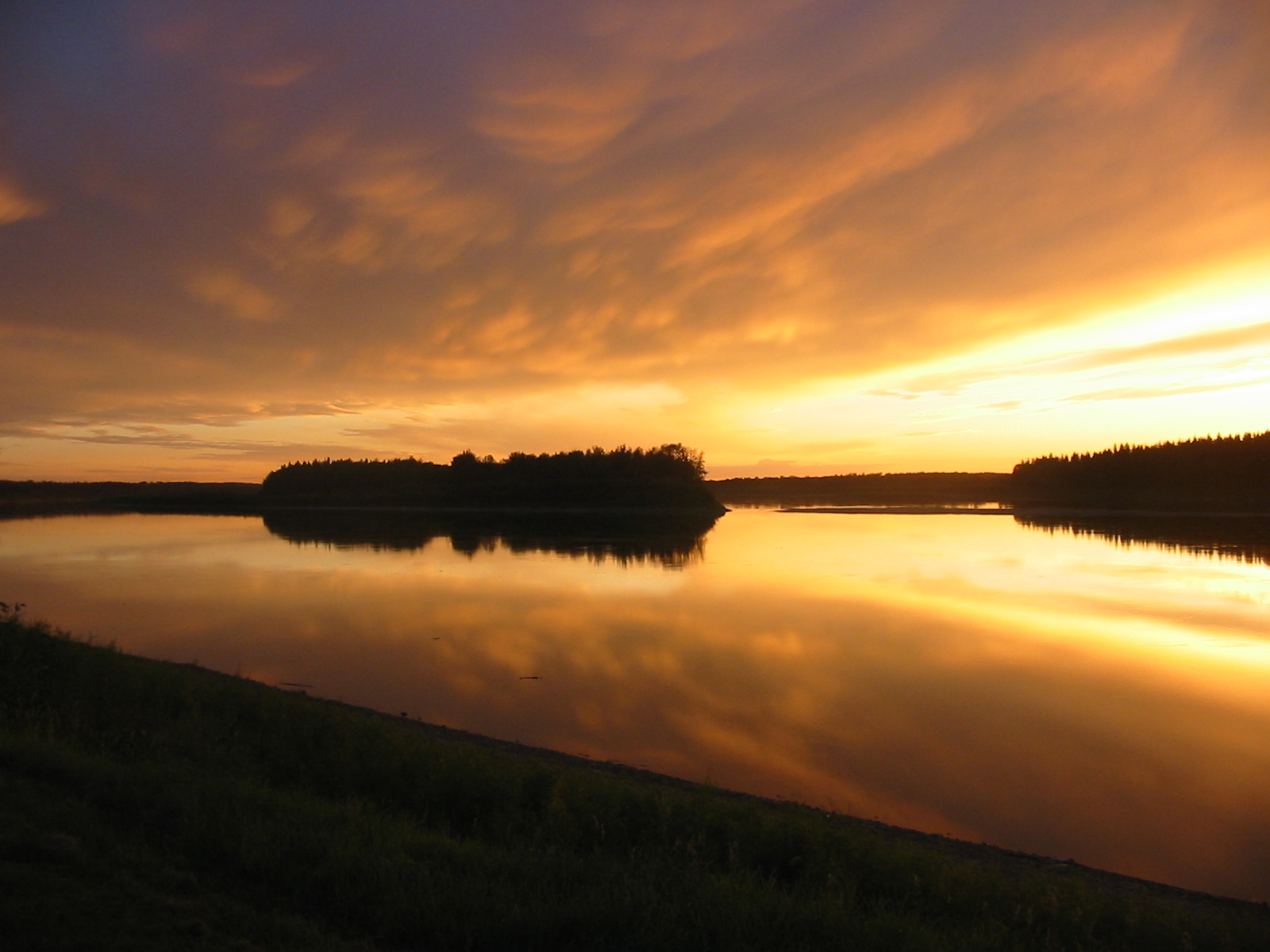
Coucher de soleil sur la rivière de la Paix

La région de la Rivière de la Paix (en anglais : Peace River Country) est une région naturelle située dans l'écorégion de la Forêt-parc de trembles dans les provinces d'Alberta et de Colombie-Britannique au Canada. La région porte le nom de la rivière de la Paix qui traverse son territoire.
La région de la rivière de la Paix inclut les villes situées dans le Nord-Est de la province de la Colombie-Britannique telles que Fort St. John Dawson Creek Pouce Coupe et Chetwynd, toutes faisant partie du district régional de Peace River ; Ainsi que les villes du Nord-Ouest de la province de l'Alberta, telles que Falher, Grande Prairie, Rivière-la-Paix et toutes les communautés rurales du district municipal de Smoky River.